# Yasuaki Okamoto
Yasuaki Okamoto (japanisch 岡本 賢明 Okamoto Yasuaki; * 9. April 1988 in der Präfektur Kumamoto) ist ein japanischer Fußballspieler.

## Karriere
Okamoto erlernte das Fußballspielen in der Schulmannschaft der Luther Gakuin High School. Seinen ersten Vertrag unterschrieb er 2007 bei Consadole Sapporo. Der Verein spielte in der zweithöchsten Liga des Landes, der J2 League. 2007 wurde er mit dem Verein Meister der J2 League und stieg in die J1 League auf. Am Ende der Saison 2008 stieg der Verein in die J2 League ab. Am Ende der Saison 2011 stieg der Verein wieder in die J1 League auf. Am Ende der Saison 2012 stieg der Verein in die J2 League ab. Für den Verein absolvierte er 147 Ligaspiele. 2014 wechselte er zum Ligakonkurrenten Roasso Kumamoto. Für den Verein absolvierte er 78 Ligaspiele. Ende 2017 beendete er seine Karriere als Fußballspieler.